# Divisão (negócios)
Uma divisão de uma empresa é uma porção dela que funciona sob um nome diferente. É o equivalente de uma corporação que obtém um nome fictício ou certificado de "nome fantasia" que opera um negócio sob um nome fictício. Uma divisão é diferente de uma subsidiária, em que uma subsidiária é uma entidade legal separada possuída pelo negócio primário. Uma divisão é uma parte da empresa primária, não é separada dessa empresa, e a empresa primária é legalmente responsável por todas as obrigações e as dívidas da divisão.
Geralmente, só uma "empresa", p. ex. uma corporação,companhia limitada, etc. teria uma "divisão"; um funcionamento individual nesta maneira estaria "funcionando simplesmente sob um nome fictício".
Um exemplo disto seria a Hewlett Packard (HP), companhia de impressora e computador. A HP tem várias divisões, como a divisão de impressora, que faz impressoras de raio laser e a jato de tinta, sendo a divisão maior e mais lucrativa. As divisões da HP, como a divisão Printing & Multifunction, a divisão Handheld Devices (inclui a velha calculadora), a divisão Servers (mini computadores e computadores centrais), etc., todas usam o nome de marca da HP. Mas a Compaq (uma parte da HP desde 2000) funciona como uma subsidiária, usando o próprio nome Compaq como marca.
A Mack Trucks continua funcionando separadamente, mas é uma subsidiária inteiramente possuída da AB Volvo. A Volvo Trucks também vende caminhões sob o nome da Volvo. Dentro da Mack Trucks, há uma divisão denominada Mack de Venezuela C.A. que faz o ajuntamento final e vende caminhões na América do Sul.